# Alex Matter
Alex Matter (* um 1940) ist ein Schweizer Mediziner. Er ist vor allem für seine Beiträge zur Entwicklung, Testung und Zulassung der Proteinkinaseinhibitoren Imatinib (Handelsname Glivec) und Nilotinib (Handelsname Tasigna) sowie des HIV-Proteaseinhibitors Atazanavir (Handelsname Reyataz) bekannt.
Matter studierte an der Universität Basel und der Universität Genf Medizin. Er promovierte 1966 am Institut für Pathologie der Universität Basel mit der Arbeit Elektronenmikroskopische Untersuchung der Übergangsstelle zwischen Herzmuskelfasern und Sehne beim Papillarmuskel des Säugerherzens. Als Postdoktorand war er in der Schweiz, Großbritannien, Frankreich und den Vereinigten Staaten tätig. Er forschte für den Schweizerischen Nationalfonds und die Schweizerische Akademie der Medizinischen Wissenschaften. An der medizinischen Fakultät der Universität Basel und der Eucor hatte er eine Professur inne. Er veröffentlichte über 100 wissenschaftliche Publikationen und mehrere Buchkapitel auf dem Gebiet der Onkologie und Hämatologie.
Matter war lange Jahre für Hoffmann-La Roche, Schering-Plough und Ciba-Geigy beziehungsweise Novartis tätig, darunter als Leiter der weltweiten onkologischen Forschung von Novartis. Von 2003 bis 2009 war er Gründungsdirektor des Novartis Institute for Tropical Diseases. 2006 war er Mitglied des Senats der Schweizerischen Akademie der Medizinischen Wissenschaften. Seit 2009 ist er CEO des Experimental Therapeutics Centre und seit 2012 der D3-Plattform der Agency for Science, Technology and Research (A*STAR) in Singapur.

## Auszeichnungen (Auswahl)
- 2000 Warren Alpert Foundation Prize[4]
- 2002 AACR Bruce F. Cain Memorial Award der American Association for Cancer Research[5]
- 2013 Szent-Györgyi Prize der National Foundation for Cancer Research[6]
- Mitglied der Schweizerischen Akademie der Medizinischen Wissenschaften, Mitglied der American Association for Cancer Research